# Betulodes matharma
Betulodes matharma är en fjärilsart som beskrevs av Druce 1892. Betulodes matharma ingår i släktet Betulodes och familjen mätare. Inga underarter finns listade i Catalogue of Life.